# Brynjólfur Willumsson
Brynjólfur Willumsson (Kópavogur, 2000. augusztus 12. –) izlandi korosztályos válogatott labdarúgó, a norvég Kristiansund középpályása.

## Pályafutása

### Klubcsapatokban
Willumsson az izlandi Kópavogur városában született. Az ifjúsági pályafutását a helyi Breiðablik akadémiájánál kezdte.
2018-ban mutatkozott be a Breiðablik első osztályban szereplő felnőtt csapatában. Először a 2018. június 13-ai, Fylkir elleni mérkőzésen lépett pályára. Először 2019. augusztus 7-én, az Akureyri ellen 4–0-ra megnyert találkozón szerezte. 2021. március 9-én a norvég Kristiansund csapatához igazolt. Willumsson május 9-én a Molde ellen debütált a norvég ligában. A július 24-ei, Volda ellen 4–2-re megnyert kupamérkőzésen mesterhármast szerzett.

### A válogatottban
2019-ben debütált az izlandi U21-es válogatottban. Először a 2019. március 22-ei, Csehország elleni mérkőzésen debütált. Első gólját 2019. szeptember 9-én, Örményország ellen 6–1-re megnyert EB-selejtezőn szerezte. 2021-ben részt vett a válogatottal a 2021-es U21-es labdarúgó-Európa-bajnokságon.

## Statisztikák
2022. szeptember 18. szerint
| Klub         | Szezon   | Osztály     | Bajnokság | Bajnokság | Kupa  | Kupa | Nemzetközi | Nemzetközi | Összesen | Összesen |
| Klub         | Szezon   | Osztály     | Meccs     | Gól       | Meccs | Gól  | Meccs      | Gól        | Meccs    | Gól      |
| ------------ | -------- | ----------- | --------- | --------- | ----- | ---- | ---------- | ---------- | -------- | -------- |
| Breiðablik   | 2018     | Pepsideild  | 7         | 0         | 1     | 1    | 2          | 0          | 10       | 1        |
| Breiðablik   | 2019     | Pepsideild  | 17        | 3         | 5     | 4    | 1          | 0          | 23       | 7        |
| Breiðablik   | 2020     | Pepsideild  | 17        | 4         | 8     | 12   | 1          | 0          | 26       | 16       |
| Breiðablik   | Összesen | Összesen    | 41        | 7         | 14    | 17   | 4          | 0          | 59       | 24       |
| Kristiansund | 2021     | Eliteserien | 21        | 0         | 1     | 3    | —          | —          | 22       | 3        |
| Kristiansund | 2022     | Eliteserien | 20        | 2         | 1     | 1    | —          | —          | 21       | 3        |
| Kristiansund | Összesen | Összesen    | 41        | 2         | 2     | 4    | 0          | 0          | 43       | 6        |
| Összesen     | Összesen | Összesen    | 82        | 9         | 16    | 21   | 4          | 0          | 102      | 30       |

## Fordítás
Ez a szócikk részben vagy egészben  a   Brynjólfur Willumsson című angol Wikipédia-szócikk fordításán alapul.  Az eredeti cikk szerkesztőit annak laptörténete sorolja fel. Ez a jelzés csupán a megfogalmazás eredetét és a szerzői jogokat jelzi, nem szolgál a cikkben szereplő információk forrásmegjelöléseként.